# 杨柳街镇
杨柳街镇，是中华人民共和国贵州省黔南布依族苗族自治州都匀市一个已撤销的乡级行政区，2014年4月14日，贵州省人民政府批复同意都匀市部分乡镇行政区划调整，撤销杨柳街镇，将其所辖的文德村、德化村、杨柳街社区划归沙包堡街道，谷江村、斗篷山村划归绿茵湖街道。